# Прикордонні війська

Емблема Державної прикордонної служби України

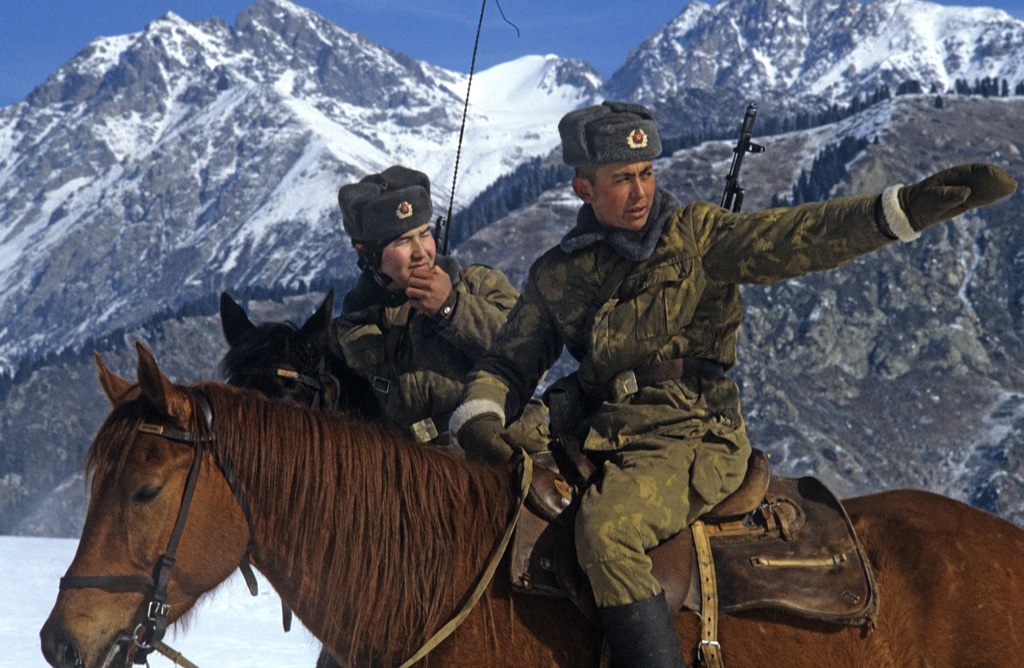
Радянські прикордонники на конях патрулюють високо-гірський регіон Казахстану, 1984.

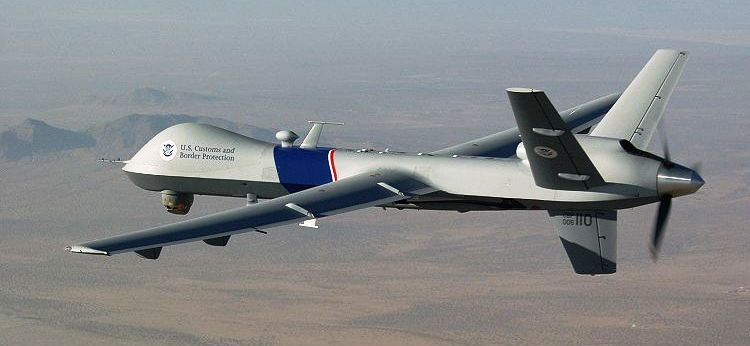
БПЛА MQ-9 Reaper американських прикордонників патрулює в повітрі, оцінюючи ситуація після урагану Айк. 15 вересня 2008

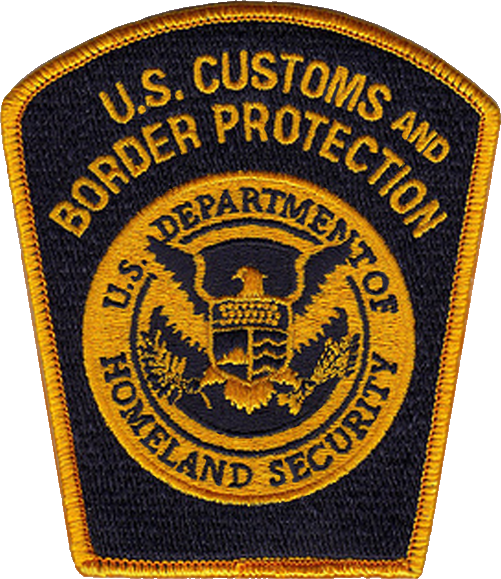
Нарукавний шеврон Прикордонного патруля США

Прикордонні війська (прикордонна охорона, прикордонна служба, прикордонна варта та тощо) — державна служба з військовими формуваннями, призначеними для охорони сухопутних і морських кордонів держави.
Зародження прикордонних військ сягає стародавніх часів. З утворенням державності та створенням в його системі спеціальних органів та установ примушення (армія, поліція тощо) з'явилися перші озброєнні загони, які здійснювали контроль на дорогах за в'їздом (виїздом) осіб і ввезенням (вивезенням) вантажів до територіальних кордонів тій чи іншої країни.

## Основні завдання прикордонних військ
До основних завдань, що покладаються на прикордонні війська належать:
- забезпечення правил утримання державного кордону;
- припинення незаконної зміни проходження державного кордону на місцевості;
- відбиття збройного вторгнення;
- контроль дотримання громадянами і організаціями режиму державного кордону, прикордонної зони, пропуску через державний кордон;
- здійснення пропуску через кордон фізичних осіб та вантажів відповідно до законодавства;
- надання в необхідних випадках підтримки митній службі, військам ППО, органам державної безпеки;
- виявлення і затримання порушників прикордонного режиму, припинення спроб незаконного перетину державного кордону;
- забезпечення виконання міжнародних зобов'язань держави з питань режиму та охорони кордону.